# 索姆库蒂·约瑟夫
索姆库蒂·约瑟夫（Somkuthy József，1883年4月20日—1961年10月18日）是一位匈牙利军官、政客，曾在1936年担任过一个月的国防大臣。索姆库蒂自1935年起担任武装力量总参谋长。首相根伯什·久洛死后，索姆库蒂和其他所有内阁成员一起辞职。索姆库蒂随后退休。1950年，他移居美国，定居在华盛顿特区。